# Neubewertungsreserve
Die Neubewertungsreserve (oder Neubewertungsrücklage; englisch revaluation reserve, fair value reserve) ist im Rechnungswesen ein Passivposten in der Bilanz, der zum Eigenkapital gehört.

## Allgemeines
Diese Bilanzposition entstammt den angelsächsischen Rechnungslegungsstandards IAS 1.55, IAS 16.31/IFRS, die erstmals im Februar 1977 erschienen. Sie widerspricht dem deutschen Anschaffungskostenprinzip, das bei der Folgebewertung Zuschreibungen wegen des Niederstwertprinzips nicht zulässt. Die Neubewertungsreserve ist in einer EU-Richtlinie vorgesehen, die seit Juni 2013 in nationales Recht übertragen werden darf, jedoch in Deutschland bisher nicht umgesetzt wurde.

## Geschichte
Die Neubewertungsreserve entstand als „Neubewertungsrücklage“ durch einen Rechnungslegungsstandard der International Accounting Standards im Februar 1977 und wurde im August 1980 in IAS 16.31 übernommen. Er sah vor, dass das Sachanlagevermögen von Unternehmen im Rahmen des Neubewertungsmodells (englisch revaluation model) an jedem Bilanzstichtag so zu bewerten ist, dass der Buchwert des Vermögenswerts nicht wesentlich von seinem beizulegenden Zeitwert (Marktwert, englisch Fair Value) abweicht. Es galt mithin:
{\displaystyle {\text{Neubewertungsreserve}}={{\text{Marktwert}}-{\text{Buchwert}}}}.
Führt eine Neubewertung zu einer Erhöhung des Buchwertes, ist die Wertsteigerung direkt in das Eigenkapital unter die Bilanzposition „Neubewertungsrücklage“ einzustellen (IAS 16.39). Diese Neubewertungsrücklage stieß bei Bundesfinanzministerium, BaFin und Bundesbank zunächst auf Ablehnung, weil sie eine Aufweichung des strengen Niederstwertprinzips bedeutete. Insbesondere die deutsche Kreditwirtschaft befürchtete durch eine Nichtanerkennung schwerwiegende Wettbewerbsnachteile.
Die 4. EG-Bilanzrichtlinie vom Juli 1978 übernahm die Neubewertungsrücklage in Art. 33 Abs. 1a und sah für sie eine Ausschüttungssperre vor (Art. 33 Abs. 2c), eine Umwandlung in Gewinnrücklagen war jedoch erlaubt (Art. 33 Abs. 2b). Während diese Regelungen in allen EU-Mitgliedstaaten in nationales Recht transformiert wurden, hat Deutschland auf ihre Berücksichtigung im Handelsrecht verzichtet. Diese Richtlinie wurde durch die Richtlinie 2013/34/EU (Bilanz-Richtlinie) im Juni 2013 aufgehoben. Auch diese neue Richtlinie ermöglicht nach Art. 7 Abs. 1 den EU-Mitgliedstaaten den Erlass von nationalen Vorschriften, allen Unternehmen die Bewertung des Anlagevermögens zu Neubewertungsbeträgen zu gestatten, wobei der Unterschiedsbetrag zwischen der Bewertung zu den Anschaffungs- oder den Herstellungskosten und der Bewertung auf Neubewertungsbasis der Neubewertungsrücklage in der Bilanz unter „Eigenkapital“ zuzuführen ist. Es gilt weiterhin eine Ausschüttungssperre (Art. 7 Abs. 2).

## IFRS
Bei der Zu- oder Abschreibung vom Buchwert auf einen (neuen) Fair Value entstehen am Bilanzstichtag Buchgewinne oder Buchverluste. Für die Behandlung solcher Bewertungserfolge kennen die IFRS zwei Methoden:
- Bei der Neubewertungsmethode (englisch revaluation model) werden Abschreibungen sofort erfolgswirksam in der Gewinn- und Verlustrechnung erfasst, Zuschreibungen werden dagegen zunächst erfolgsneutral in einer Neubewertungsrücklage verbucht. Diese wird erst bei Ausbuchung des Vermögenswerts zur Gewinn- und Verlustrechnung hin aufgelöst. Die Neubewertungsmethode kann beispielsweise bei der Bewertung von Sachanlagen (IAS 16) und immateriellen Vermögenswerten (IAS 38) zur Anwendung kommen.
- Bei der Fair-Value-Methode (englisch fair value model), auch als Full-Fair-Value-Accounting bezeichnet, werden Zu- und Abschreibungen stets sofort erfolgswirksam erfasst. Es wird auch von einer paritätisch erfolgswirksamen Fair-Value-Bewertung gesprochen.

Die Neubewertungsrücklage gibt es nur im Rechnungslegungsstandard des IFRS und darf deshalb in Deutschland lediglich von kapitalmarktorientierten Kapitalgesellschaften angewandt werden. Ansonsten gilt nach § 255 Abs. 1 HGB das Anschaffungskostenprinzip.

## Deutsches Bilanzrecht
Da es im Handelsgesetzbuch (HGB) weiterhin an diesen Regelungen zur Neubewertung fehlt, kommt die Nutzung der Neubewertungsreserven nur für Unternehmen in Frage, die als Wertpapieremittenten an einem organisierten Kapitalmarkt auftreten (kapitalmarktorientierte Kapitalgesellschaften). Diese sind nach der IAS-Verordnung vom Juli 2002 verpflichtet, seit 2005 in ihren Konzernabschlüssen zwingend die International Accounting Standards (IAS; jetzt: IFRS = International Financial Reporting Standards) anzuwenden. Hierzu regelt § 315a HGB, welche HGB-Bestimmungen für diese Unternehmen entsprechend anzuwenden sind. Nach der IAS-Verordnung ist das Anschaffungskostenmodell oder das Neubewertungsmodell zu wählen. Wird das Neubewertungsmodell gewählt, ist die Wertsteigerung aus der Erhöhung des Buchwertes direkt in das Eigenkapital unter der Position „Neubewertungsrücklage“ erfolgsneutral einzustellen (IAS 16.39 für Sachanlagen, IAS 38.85 für immaterielle Vermögenswerte). Dadurch wird ein Teil der stillen Reserven zwar sichtbar gemacht, aber nicht ausgeschüttet.

## Kreditinstitute
Eigenkapital ist bei Kreditinstituten ein sehr knappes Finanzierungsinstrument, zumal von dessen Höhe das Geschäftsvolumen im Kreditgeschäft oder die Qualifikation als Großkredit abhängig gemacht werden. Bei Kreditinstituten stellte sich deshalb die Frage, ob und inwieweit diese Neubewertungsreserven als haftendes Eigenkapital bankenaufsichtsrechtliche Anerkennung finden würden. Sie wurden ab Januar 1996 nach § 10 Abs. 4a Nr. 4 KWG a. F. als „nicht realisierte Reserven“ für Grundstücke, grundstücksgleiche Rechte und Gebäude, Schuldverschreibungen, Aktien und Beteiligungen (Finanzanlagen) als Ergänzungskapital zugelassen. Voraussetzung war, dass das harte Kernkapital mindestens 4,4 % der mit 12,5 multiplizierten Summe aus den Risikopositionen und dem Anrechnungsbetrag für das operationelle Risiko betrug. Zudem wurden nur 45 % des Unterschiedsbetrags zwischen Buch- und Beleihungswert bei Grundstücken, grundstücksgleichen Rechten und Gebäuden und 35 % des Unterschiedsbetrags zwischen Buch- und Kurswert bei notierten Wertpapieren als Ergänzungskapital anerkannt.
Mit der Neubewertungsreserve wurde den Kreditinstituten ein bilanzpolitisches Instrument ermöglicht, durch Neubewertung von Sach- und Finanzanlagen gewonnene stille Reserven den Eigenmitteln zuzurechnen. Hieraus ergab sich eine Verbesserung der Kernkapitalquote, wodurch sich der Spielraum für eine Erweiterung der Risikopositionen im Kreditgeschäft vergrößerte. Die Bestimmung des § 10 Abs. 4a KWG ist im September 2013 durch die Eigenkapitalrichtlinie nach Art. 1 Nr. 21 CRD-IV-Umsetzungsgesetz entfallen. Die an die Stelle des KWG seit Januar 2014 für die Eigenmitteldefinition getretene Kapitaladäquanzverordnung (englische Abkürzung CRR) sieht weder im Kernkapital noch im Ergänzungskapital die Neubewertungsreserve als Eigenmittelbestandteil vor. Übergangsvorschriften regeln den degressiven Abbau der noch vorhandenen Neubewertungsreserven bis zum Jahre 2022.